# Terrace House

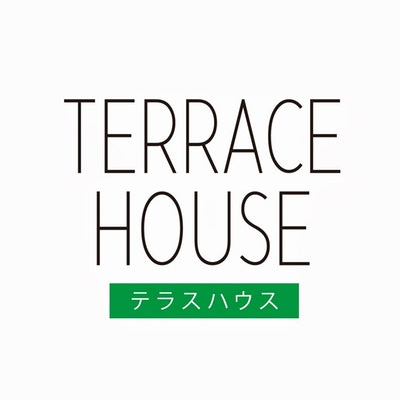
Logotipo da franquia do programa de TV japonês, Terrace House.

Terrace House (Japanese: テラスハウス Hepburn: Terasu Hausu) é uma franquia de reality show japonesa composta por quatro séries e um filme teatral. O reality segue a vida de seis estranhos, três homens e três mulheres em diferentes etapas da vida, que vivem debaixo do mesmo teto enquanto se conhecem e se relacionam.
A primeira série, chamada Boys × Girls Next Door, foi originalmente transmitida na rede de televisão Fuji Television, entre 12 de outubro de 2012 e 29 de setembro de 2014. Em 2015 foi lançado o filme independente Closing Door como fim da série. As séries posteriores foram produzidas pela Fuji TV juntamente à Netflix, estreando internacionalmente pela Netflix ao mesmo tempo em que era transmitida pela Fuji Television no Japão. A segunda série, nomeada Boys & Girls in the City foi ao ar durante 2 de setembro de 2015 e 27 de setembro de 2016, movendo a locação da área de Shōnan para a central de Tóquio. Para a terceira série, a locação mudou do Japão para o Havaí, sendo transmitida entre 1 de novembro de 2016 e 29 de agosto de 2017 sob o subtítulo de Aloha State. A quarta e mais recente série moveu a locação de volta ao Japão em Nagano, começou a ser transmitida em 19 de dezembro de 2017 e terminou em 12 de fevereiro de 2019. A nova série, Terrace House Tokyo, está agendada para iniciar em maio de 2019.
O show recebeu críticas positivas pelo formato sincero que o reality show é transmitido. Desde do seu lançamento internacional, o show se tornou um sucesso mundial e desenvolveu um grande grupo de seguidores.